# El Prat de Llobregat
El Prat de Llobregat (katalanskt uttal: [əl ˈpɾad də ʎuβɾəˈɣat], kortform: El Prat) är en ort och kommun i provinsen Barcelona i den autonoma regionen Katalonien i nordöstra Spanien. Orten ligger vid floden Llobregat, cirka 9,5 kilometer sydväst om centrala Barcelona. Kommunen har 66 184 invånare (2024), på en yta av 33,68 km². Mer än en fjärdedel av kommunens yta upptas av Barcelona-El Prats flygplats.

## Demografi
Mellan 1970 och 1986 ökade befolkningen från 36 363 till 63 052. Därefter har befolkningsökningen varit mer blygsam.